# Mitrocomella polydiademata
Mitrocomella polydiademata är en nässeldjursart som först beskrevs av Romanes 1876.  Mitrocomella polydiademata ingår i släktet Mitrocomella och familjen Mitrocomidae. Arten är reproducerande i Sverige. Inga underarter finns listade i Catalogue of Life.